# DHC

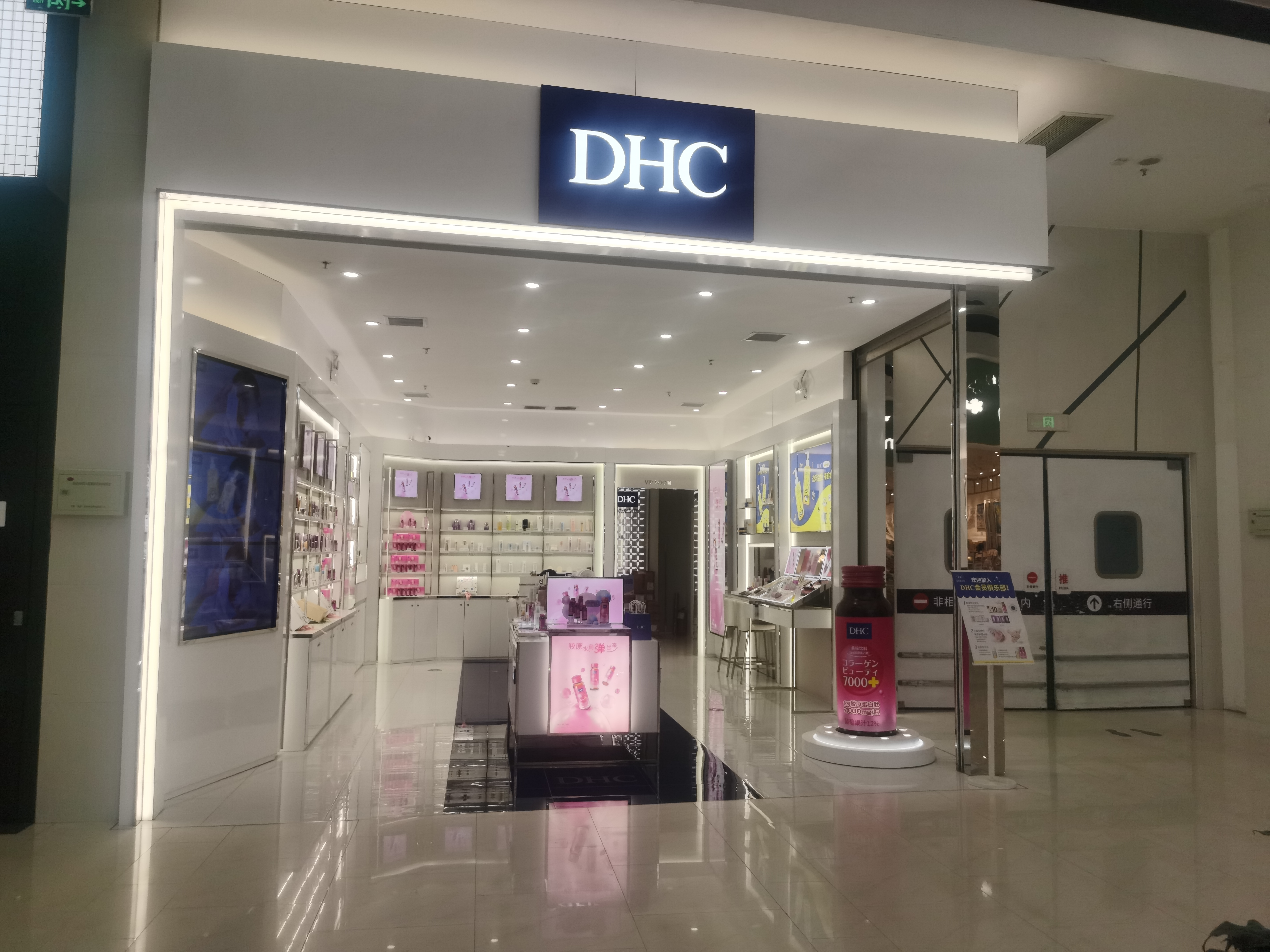
位于中国江苏省苏州市的门店

DHC（株式会社ディーエイチシー），是一家坐落於日本東京都港區，經營化妝品、營養補充品（保健食品）與出版事業的綜合製造廠。DHC在上海及臺灣的代表法人皆譯為「蝶翠詩」。

## 概要
1972年創業。現任會長（CEO）吉田嘉明，於大學研究室與朋友開始從事原文書翻譯委託業。「DHC」一名取自「大學翻譯中心」（大学翻訳センター）羅馬拼音「Daigaku Honyaku Center」。1975年組成股份有限公司。當時是以翻譯出版事業為主。

## 主要事業
- 化妝品
- 健康食品
- 服飾
- 貼身衣物
- 度假別墅事業
- 翻譯事業
- 出版事業
- 教育事業

## 沿革
- 1972年　現任會長（CEO）吉田嘉明創業，開始從事委託翻譯業務。
- 1975年　改組成為股份有限公司。
- 1980年　開始化粧品的製造與販賣。
- 1992年　開始出版事業、教育事業。
- 1995年　會員雜誌「Olive Club」創刊。設立DHC USA INCORPORATED。開始健康食品製造販賣。在台灣設立台灣蝶翠詩化粧品股份有限公司[1]。
- 1996年　位於港区南麻布總部大樓完成。開始販賣貼身衣物。
- 1999年　開始於全國的便利商店販賣店販系列商品。
- 2001年　開始經營赤澤溫泉旅館。
- 2002年　開始食品事業。設立DHC KOREA INC.。開設DHC網路商城。
- 2003年　直營店第1號開幕。	赤澤一日來回溫泉館開幕。在上海市設立上海蝶翠诗商业有限公司。開設DHC手機商城。DHC (Thailand) Limited設立。
- 2004年　設立DHC HONG KONG LIMITED。
- 2005年　開始製造販售醫藥品。長沼工場竣工。
- 2006年　開始製造販售服飾。DHC官方部落格開設。
- 2007年　設立DHC　FRANCE　S.A.S.。
- 2008年　埼玉岩槻工場竣工、海洋深層水研究所竣工、開始遺傳基因事業。
- 2009年　赤澤迎賓館開幕。
- 2010年　醫療機關專用保健食品「DHC FOR MEDIC」系列開始販售。
- 2011年　直營店150店舖達成。
- 2012年　郵購会員数988万人突破（5月）。
- 2016年　DHC結束香港地區業務。[2]

## 外部連結
- DHC（页面存档备份，存于）
- DHC USA（页面存档备份，存于）
- DHC Korea（页面存档备份，存于）
- 上海蝶翠诗（页面存档备份，存于）
- 台灣蝶翠詩化粧品（页面存档备份，存于）
  - 台灣蝶翠詩化粧品的Facebook專頁